# Contos de Mentira
Contos de Mentira é um livro de contos escrito por Luisa Geisler e lançado em 2011 pela editora Record. Em 2010, a autora ganhou o Prêmio Sesc de Literatura com este livro.
O livro reúne 17 contos, em breves histórias e narrativas nada convencionais, com protagonistas solitários, incompletos, suspensos entre um fato e outro e envoltos no tempo que chega lento, mas sem possibilitar a redenção ou o acolhimento dessas personagens. A obra, banhada pelas mentiras literais e metafóricas, questiona o conceito de "vida de mentira". 

## Ligação externa
- Contos/ Crônicas Editora Record